# Здено Цігер
Здено Цігер (словац. Zdeno Cíger; народився 19 жовтня 1969 у м. Мартін, ЧССР) — словацький хокеїст, тренер. Головний тренер «Слован» (Братислава).
Виступав за «Дукла» (Тренчин), «Нью-Джерсі Девілс», «Ютіка Девілс» (АХЛ), «Едмонтон Ойлерс», «Слован» (Братислава), «Нью-Йорк Рейнджерс», «Тампа-Бей Лайтнінг».
У складі національної збірної Чехословаччини (1989—1991) провів 43 матчі (13 голів); учасник чемпіонатів світу 1989 і 1990, учасник Кубка Канади 1991. У складі молодіжної збірної Чехословаччини учасник чемпіонату світу 1989. У складі юніорської збірної Чехословаччини учасник чемпіонату Європи 1987.
У складі національної збірної Словаччини (1993—2003) провів 108 матчів (34 голи); учасник зимових Олімпійських ігор 1998, учасник чемпіонатів світу 1995 (група B), 1996, 1998, 1999, 2001 і 2003, учасник Кубка світу 1996.
Бронзовий призер чемпіонату світу (1989, 1990, 2003). Чемпіон Словаччини (1998, 2000, 2003, 2005). Володар Континентального кубка (2004).
Після завершення ігрової кар'єри працює головним тренером «Слован» (Братислава). Як тренер — чемпіон Словаччини (2007, 2008).